# Sturla Böðvarsson
Sturla Böðvarsson (ur. 23 listopada 1945 w Ólafsvíku) – islandzki polityk i samorządowiec, poseł do Althingu i jego przewodniczący w latach 2007–2009, od 1999 do 2007 minister.

## Życiorys
Z zawodu stolarz z dyplomem mistrzowskim. W 1973 ukończył inżynierię lądową na uczelni Tækniskóli Íslands. Pracował jako budowlaniec i w biurze inżynierskim, był też nauczycielem w szkole zawodowej w Stykkishólmur. Zaangażował się w działalność polityczną w ramach Partii Niepodległości, był członkiem zarządu jej organizacji młodzieżowej SUS i członkiem władz centralnych partii. W latach 1974–1991 pełnił funkcję burmistrza Stykkishólmur, ponownie stanowisko to zajmował w latach 2014–2018. Między 1984 a 1987 okresowo wykonywał mandat deputowanego jako zastępca poselski. W 1991 został wybrany do Althingu. Z powodzeniem ubiegał się o reelekcję w kolejnych wyborach, zasiadając w islandzkim parlamencie do 2009. Od maja 1999 do maja 2007 był ministrem transportu i łączności w rządach, którymi kierowali Davíð Oddsson, Halldór Ásgrímsson i Geir Haarde. W latach 2007–2009 pełnił funkcję przewodniczącego Althingu.